# Burchan Chaldun
Der Burchan Chaldun (mongolisch Бурхан Халдун) ist ein 2445 m hoher Berg in der Mongolei. Er wird als heiliger Berg verehrt und gilt als mögliche Grabstätte des Dschingis Khan, der der Überlieferung zufolge auch nahe dem Burchan Chaldun geboren wurde. 2015 wurde der Burchan Chaldun und die umgebende Landschaft in die Liste des UNESCO-Welterbes eingetragen.

## Geographie
Der Burchan Chaldun ist der höchste Berg im östlichen Teil des Chentii-Gebirges im Norden der Mongolei. Er ist Bestandteil der Wasserscheide zwischen dem nördlichen Eismeer und dem Pazifik. An seinen Flanken entspringen mehrere Flüsse, darunter Onon, Cherlen und Tuul, die wie der Berg als heilig betrachtet wurden. Die Landschaft am Burchan Chaldun weist eine reichhaltige Flora auf und ist bis in eine Höhe von 2.000 Meter von üppiger, sumpfiger Taiga geprägt. Oberhalb der Waldgrenze überwiegen felsiger Boden und Schotterfelder, unterhalb des Gipfels flache Wiesen. Der Gipfelaufbau wird von einer zehn Meter hohen Schotterpyramide gebildet. Aufgrund seiner Abgeschiedenheit in weglosem Gelände und der steilen Hänge ist der Gipfel nur schwer und mühsam erreichbar. Der Berg ist Bestandteil des Chan-Chentii-Naturschutzgebietes.

## Mythologische Bedeutung
Der Name Burchan Chaldun bedeutet „Göttliche Weide“ und verweist auf die lange Verehrung, die dem Berg bereits vor den Zeiten Dschingis Khans entgegengebracht wurde. Hier lebten Geister, die den Menschen Wasser und Fruchtbarkeit brachten und denen zu bestimmten Anlässen und Festtagen geopfert wurde. Die Borjigin, die Sippe Dschingis Khans, bestattete hier ihre Toten. Die Ahnen wurden mit den Geistern gleichgesetzt, sie sollten durch die Bestattung an diesem heiligen Ort innerhalb der Sippe bleiben.
Besondere Bedeutung erfuhr die Verehrung des Burchan Chaldun, als Dschingis Khan, nahe dem Berg am Ononfluss geboren, hier auf der Jagd Rast hielt und verfügte, dass er hier begraben werden solle. Der Geheimen Geschichte der Mongolen zufolge soll er am Berg, nachdem er sich hier vor seinen Feinden versteckt und entkommen war, in einer mystischen Vision die Kraft des Berges gespürt und gelobt haben:

„Burchan Chaldun will ich
jeden Morgen durch Opfer ehren,
jeden Tag will ich ihn anbeten!
Meiner Kinder Kinder seien dessen eingedenk!“

Nach seinem Tod soll er tatsächlich hier bestattet worden sein. Die genaue Lage des Grabes ist jedoch unbekannt, da solche Gräber zumeist versteckt und verheimlicht und angeblich manchmal sogar alle Eingeweihten getötet wurden. Wissenschaftler verorten das Grab nach einer 2016 durchgeführten Expedition direkt auf dem Gipfel des Berges. Es wurden jedoch keine Ausgrabungen durchgeführt, sondern lediglich Luftaufnahmen durch Drohnen erstellt. Auch Dschingis Khans Sohn Tolui Khan und dessen Nachkommen sind hier begraben, insgesamt wurden rund um den Berg mehr als 800 Gräber gefunden. Kublai Khan, Sohn von Tolui Khan führte einen umfangreichen Dschingis-Khan-Kult ein. Unter Timur Khan, Enkel und Nachfolger Kublai Khans, wurde dieser Kult noch ausgeweitet und auf dem Gipfel ein Tempel errichtet. Kamala, der Bruder Timur Khans, der in dessen Auftrag den Kult verwaltete, ließ weiters acht Jurten aufstellen, in denen persönliche Gegenstände des Dschingis Khan als Reliquien aufbewahrt wurden. Hier vor diesen Jurten wurden an Festtagen Kulthandlungen vorgenommen, hier fanden auch die Inaugurationen der neuen Großkhane statt. Im Lauf dieser Entwicklung wurde der Berg vom Heiligtum einer lokalen Sippe zu Zentrum eines gesamtmongolischen identitätsstiftenden Kultes. Im 15. Jahrhundert verlor das Heiligtum an Bedeutung, das Zentrum der Dschingis-Khan-Verehrung verlagerte sich nach Süden hin und
die acht Jurten wurden am Ordos-Plateau neu errichtet. Von dort und anderen Orten aus wird der Berg bis heute sogar in Form von Staatsakten verehrt. Am Burchan Chaldun selbst blieb in erster Linie ein nur lokal bedeutsamer Kult bestehen, der sich nicht auf Dschingis Khan und den Sippenkult der Borjigin bezieht. Insbesondere wurden vajrayana-buddhistische Berggötter verehrt. Bis heute ist am Gipfel ein Obo, ein kultisches Steinmännchen, mit alten Opfergaben zu finden.